# Ферон (цар Тартесса)
Ферон (дав.-гр. Θήρων, лат. Theron) — останній цар стародавнього міста і держави Тартесс.
Скориставшись тим, що давній ворог Тартесса — Карфаген — втягнувся у війну з греками на Сицилії, у 481 р. до н. е. спробував захопити Гадес. Гадитани зазнали поразки на морі, забарикадувалися у місті і звернулися по допомогу до одноплемінників. У 479 р. до н. е. карфагенська флотилія у «битві реваншу» розгромила і спалила кораблі тартесійців. Пізніше виникла легенда, яка об'єднала дві битви в одну і прикрасила розповідь міфічними подробицями — нібито леви, що прикрашали носи фінікійських кораблів, загарчали, а флот тартесійців був знищений променями, спрямованими самим богом Мелькартом.
У 479 р. до н. е. карфагеняни атакували сам Тартесс. Ферон загинув, місто було захоплене і зруйноване, а його володіння увійшли до складу карфагенської держави.